# Tagalak
Tagalak (in lingua aleutina Tagalax) è una piccola isola che fa parte del gruppo delle isole Andreanof, nell'arcipelago delle Aleutine; si trova nel mare di Bering ed appartiene all'Alaska (USA).
Tagalak è in mezzo a un gruppo di isole collocate tra Adak e Atka, e si trova a est di Chugul. Alla sua estremità orientale (in alto nella foto) si estendono per 5 km una decina di isolotti.
È stata registrata da Joseph Billings sulle carte nautiche del 1790-92.